# 바르트 스빙스
바르트 레네 M. 스빙스(네덜란드어: Bart René M. Swings, 1991년 2월 12일~)는 벨기에의 스피드스케이팅, 롤러스케이팅 선수이다. 2018년 동계 올림픽 남자 매스스타트 종목에서 은메달을 획득하였다. 이후 세계 선수권 대회나 유럽 선수권 대회 매스스타트 종목에서 여러 메달을 획득했으며, 2022년 동계 올림픽 남자 매스스타트에서 금메달을 획득하여 1948년 동계 올림픽 피겨스케이팅 페어의 미셸린 라누아와 피에르 보니에 이후 74년만에 벨기에 동계 올림픽 금메달리스트가 되었다.

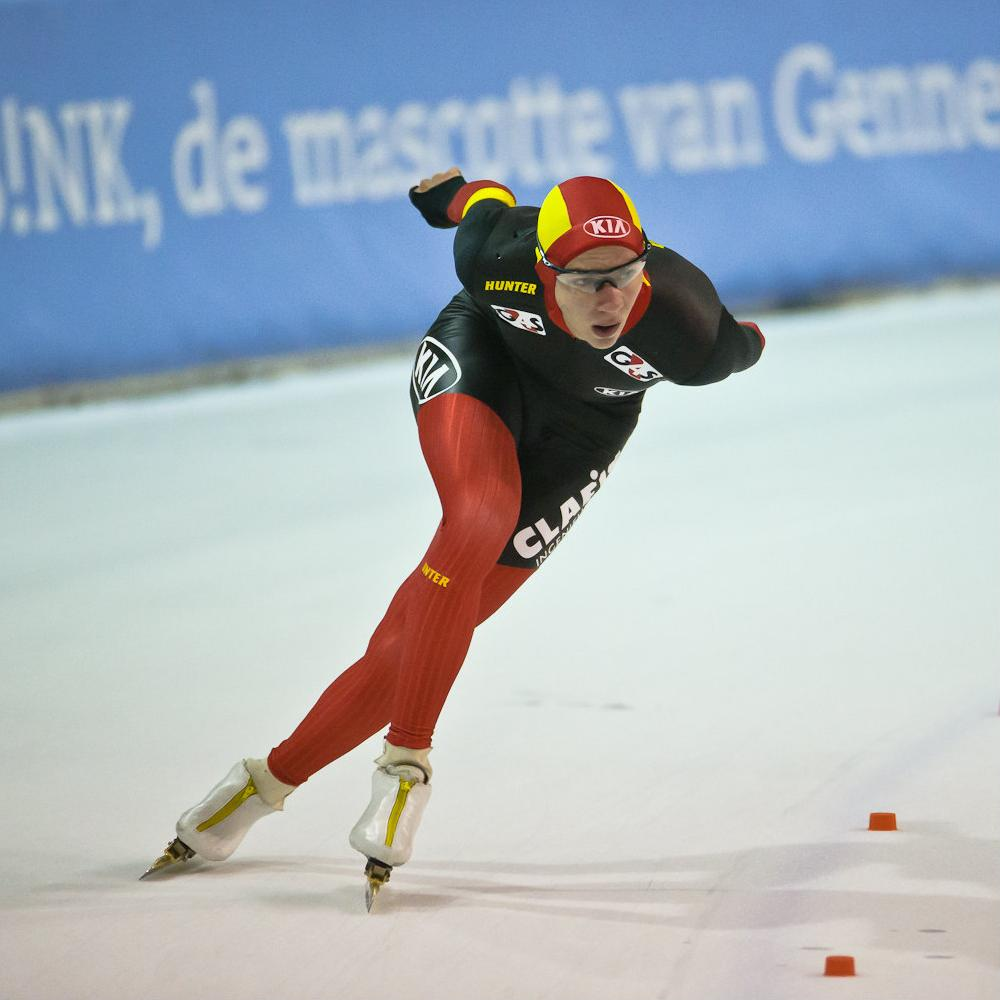
2012년 벨기에 선수권 대회 당시의 스빙스